# Fischmarkt (Colonia)

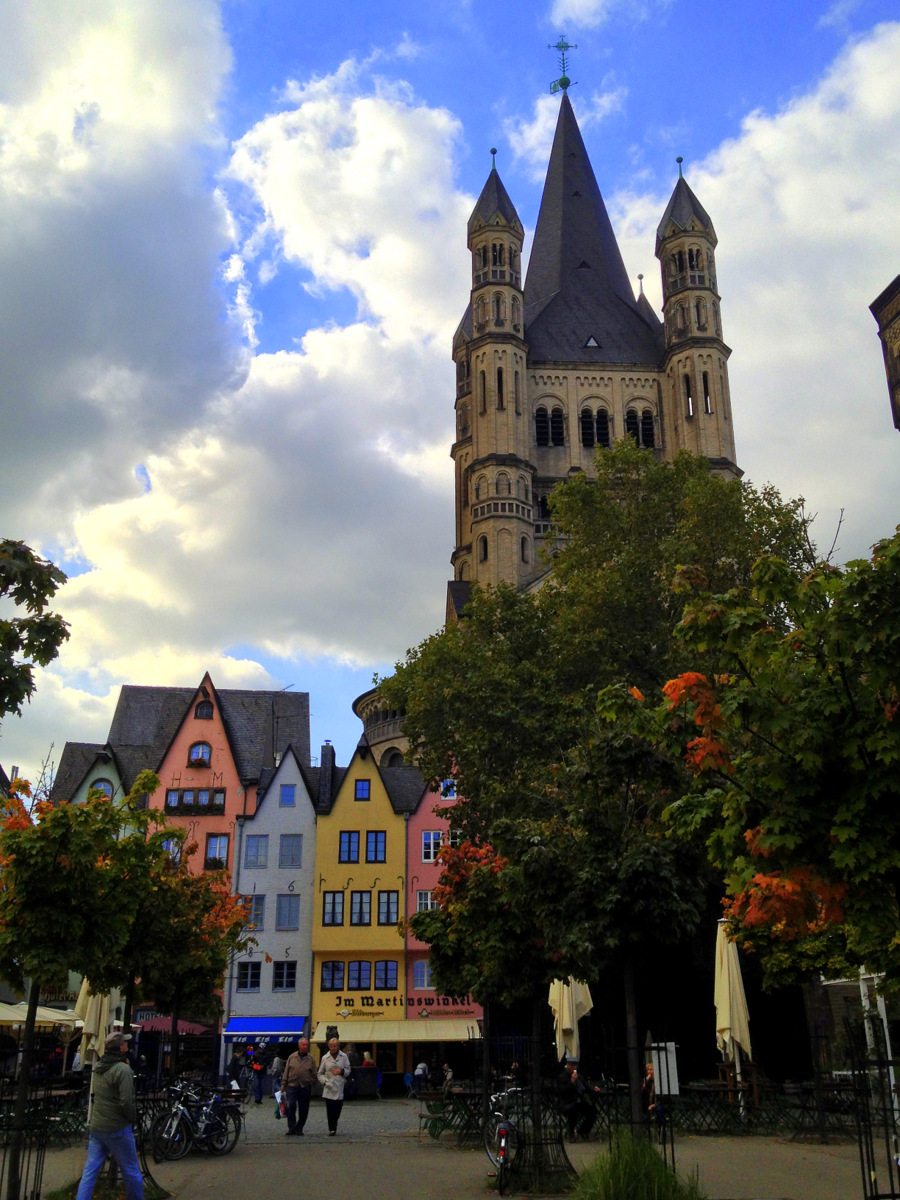
Colonia (Germania): il Fischmarkt

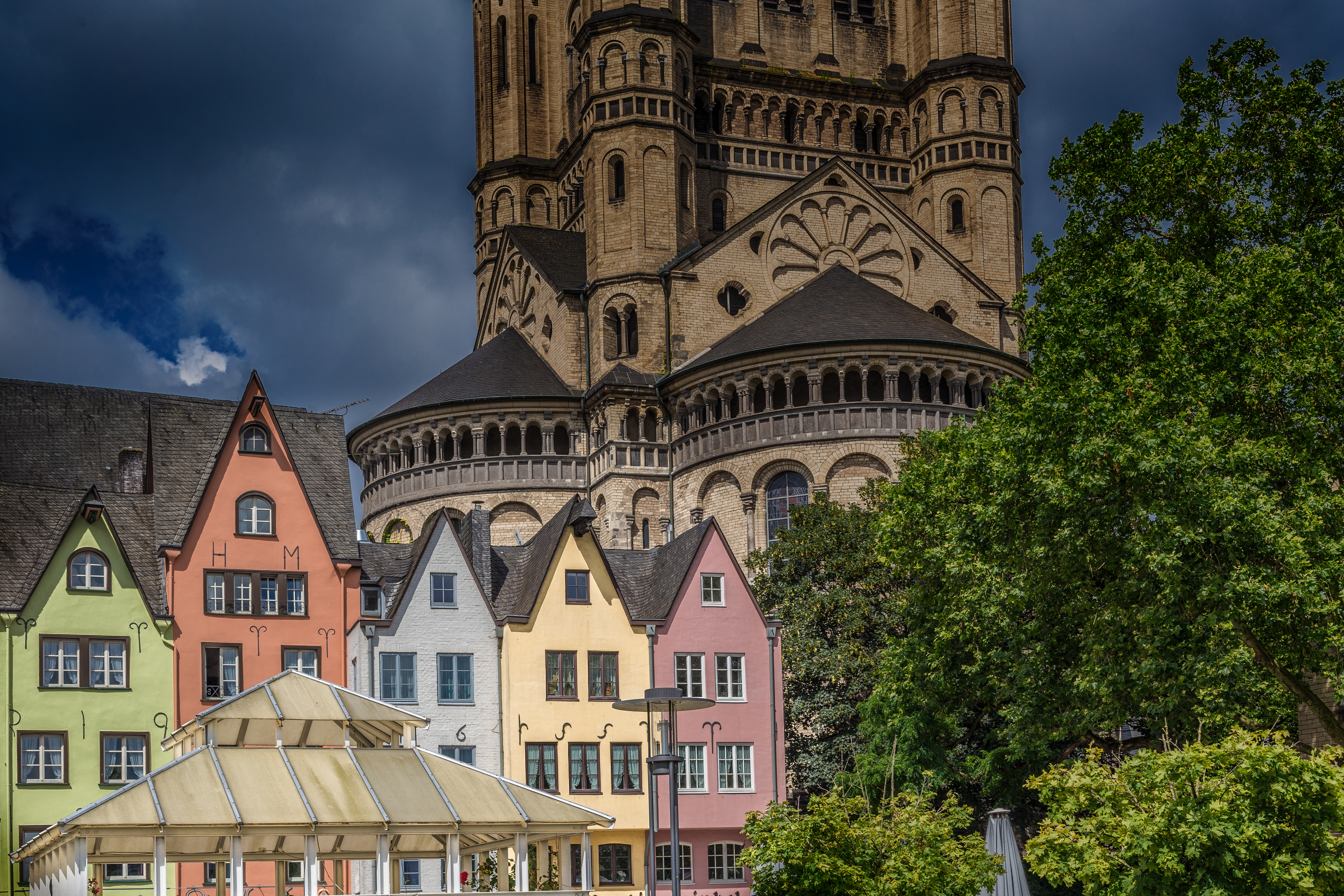
Colonia (Germania): gli edifici variopinti che si affacciano sul Fischmarkt

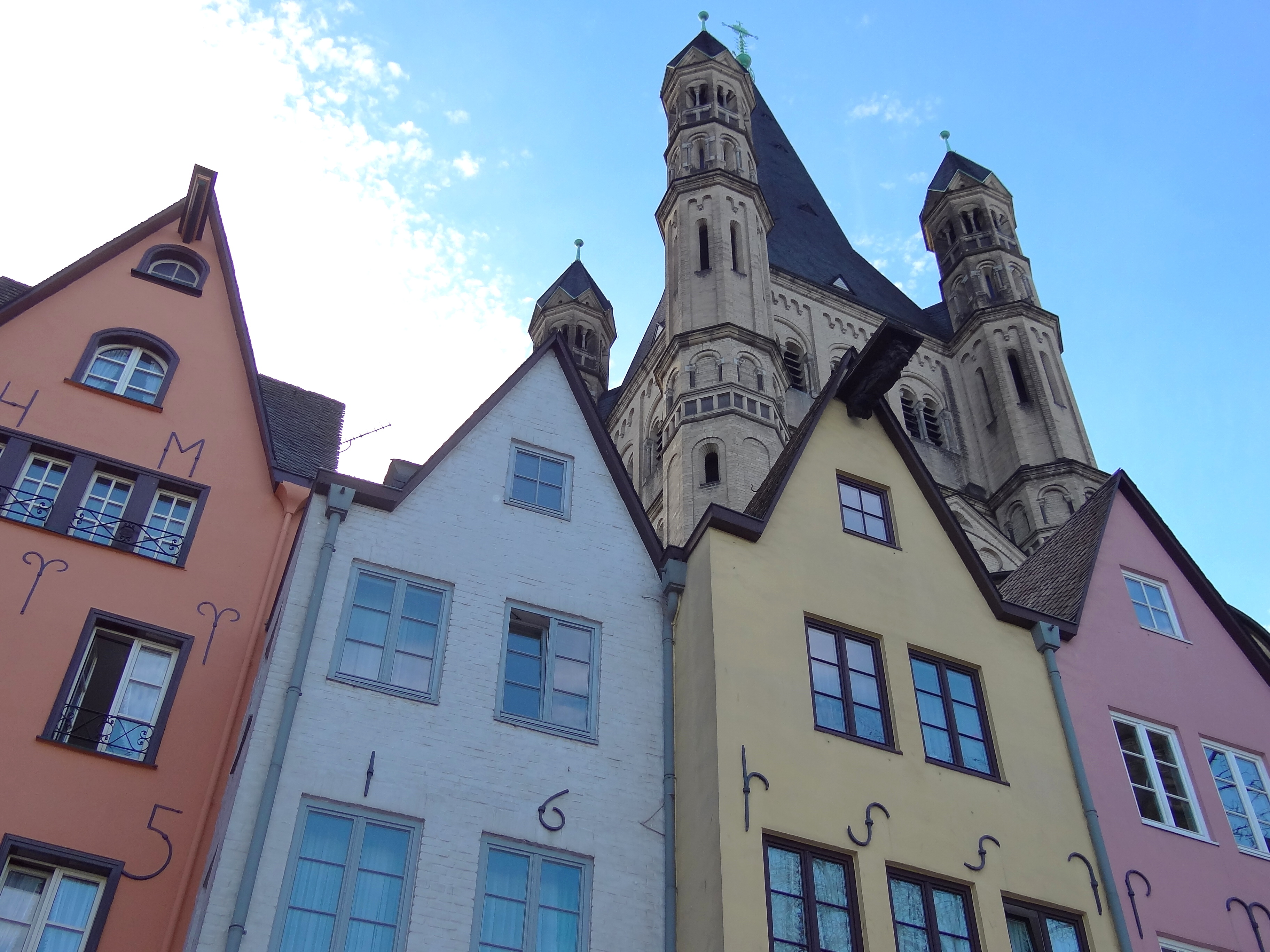
I tetti degli edifici variopinti del Fischmarkt e la cupola della Grande Chiesa di San Martino

Il Fischmarkt ("Piazza del mercato del pesce") è una piazza dell'Altstadt (città vecchia) di Colonia, in Germania, le cui origini risalgono agli inizi del XII secolo.

## Descrizione
Il Fischmarkt si affaccia sul fiume Reno ed è situato a sud del Duomo di Colonia.
La piazza si caratterizza per la presenza di edifici variopinti con tetto a punta: si tratta del frutto della ricostruzione avvenuta nel secondo dopoguerra degli edifici medievali che un tempo dominavano la piazza.

## Storia
La piazza del mercato del pesce di Colonia ricorda il passato della città come centro un tempo dedito alla pesca, in particolar modo a quella dell'aringa, che costituiva uno degli alimenti prediletti dalla popolazione locale.
Fino all'XI secolo il mercato del pesce aveva luogo all'interno del monastero di San Martino. Intorno al 1100 si avvertì però l'esigenza di avere un luogo prefissato adibito al commercio del pesce ed iniziò così la realizzazione della piazza.
Nel corso del XII secolo, quando si parlava di un forum piscium, si hanno così le prime menzioni scritte dell'esistenza della piazza. Tale luogo è successivamente menzionato come upme Vischmarte e, nel XV secolo, come up dem Vyschmarte.
La piazza originaria venne in gran parte distrutta nel corso della seconda guerra mondiale, ma a partire dal dopoguerra iniziò un'opera di ricostruzione.

## Monumenti e punti d'interesse

### Grande Chiesa di San Martino
Principale edificio della piazza è il Groß St. Martin (Grande Chiesa di San Martino), realizzata tra il 1150 e il 1250 e fondata dall'ordine dei Benedettini.
Parte dell'edificio, che costituisce un esempio tipico dell'architettura renana, fu seriamente danneggiata nel corso della seconda guerra mondiale.

### Stapelhaus
Altro edificio storico della piazza è la Stapelhaus (letteralmente "casa dell'emporio"): risalente al XVI secolo, veniva in origine adibita alla gestione del commercio del pesce.

### Brunnen der Fischweiber
Sulla piazza si trova inoltre una fontana, nota come Brunnen der Fischweiber ("Fontana delle pescivendole"), realizzata dallo scultore Rainer Walk e che ricorda l'attività delle pescivendole che per secoli hanno animato la piazza.
|  |